# Rachel (cantante francesa)
Rachel Ros, conocida artísticamente como Rachel, es una cantante francesa conocida principalmente por haber representado a su país en el Festival de la Canción de Eurovisión 1964.

## Biografía
Nacida en Cavaillon, Vaucluse, en la Provenza. Se dio a conocer en 1961 en un concurso organizado por Mireille Hartuch que invitó a Rachel a su pequeño 'Petit Conservatoire'.
Firmó un contrato con el sello Barclay Records, y lanzó su primera grabación (45 rmp) titulada Les Amants Blessés en 1963.
En 1964, representó a Francia en el Festival de la Canción de Eurovisión 1964 celebrado en Copenhague con el tema "Le Chant de Mallory", que fue el mayor éxito de su carrera. Obtuvo 14 puntos y finalizó en cuarta posición.

## Discografía

### 45 rpm
- Les Amants Blessés (1963)
- Le Chant de Mallory (1964)[3]
- Le Doux Paysage (1964)
- Un Pays (1965)
- L'oiseau d'Italie (1966)
- La Fiesta (1967)
- Qu'ils sont heureux (1967)
- versión de L'Amour est bleu (1968) canción interpretada por Vicky Leandros en el Festival de la Canción de Eurovisión 1967